# Melanopolia
Melanopolia is een kevergeslacht uit de familie van de boktorren (Cerambycidae). De wetenschappelijke naam van het geslacht werd voor het eerst geldig gepubliceerd in 1884 door Bates.

## Soorten
Melanopolia omvat de volgende soorten:
- Melanopolia convexa Bates, 1884
- Melanopolia gripha (Jordan, 1894)
- Melanopolia brevicornis Dillon & Dillon, 1959
- Melanopolia catori Jordan, 1903
- Melanopolia cincta Jordan, 1903
- Melanopolia cotytta Dillon & Dillon, 1959
- Melanopolia frenata Bates, 1884
- Melanopolia freundei Dillon & Dillon, 1959
- Melanopolia ligondesi Lepesme, 1952
- Melanopolia longiscapa Breuning, 1935
- Melanopolia lysida Dillon & Dillon, 1959
- Melanopolia ruficornis Breuning, 1955